# 姚璋
姚璋（1509年—？），字汝玉，湖廣辰州府沅陵縣人，民籍，明朝政治人物。

## 生平
嘉靖十六年（1537年）丁酉科湖廣鄉試第一名。嘉靖十七年（1538年），聯捷進士第二甲第十二名。

## 家族
曾祖姚宗顯，曾任知縣；祖父姚讓；父姚時泰，曾任義官。前母何氏；嫡母李氏；生母童氏。慈侍下。